# Razloge
Razloge su naselje u Hrvatskoj u sastavu Grada Delnica. Nalaze se u Primorsko-goranskoj županiji.

## Zemljopis
Nalazi se unutar nacionalnog parka Risnjaka. Jugozapadno su Gornja, Srednja i Donja Krašićevica, sjeverozapadno je izvor rijeke Kupe, južno jugozapadno su Donji Okrug i Razloški Okrug.

## Stanovništvo
| broj stanovnika | 195   | 211   | 156   | 181   | 208   | 203   | 186   | 281   | 67    | 68    | 80    | 68    | 42    | 28    | 10    | 8     | 5     |
|                 | 1857. | 1869. | 1880. | 1890. | 1900. | 1910. | 1921. | 1931. | 1948. | 1953. | 1961. | 1971. | 1981. | 1991. | 2001. | 2011. | 2021. |